# Bon Week
Bon Week était un magazine hebdomadaire français people lancé le 29 juin 2006 par les Éditions Bauer, filiale du groupe de presse allemand Bauer et disparu des kiosques depuis février 2007.
Adapté du magazine allemand In Touch, il est présenté comme un « féminin-people du week-end ». Son objectif de ventes était fixé à 680 000 exemplaires, mais le nouveau magazine n'est pas parvenu durant son premier été (période propice aux lancements et à la presse people en général) à dépasser les 250 000 exemplaires, et vendu en moyenne à 170 000 exemplaires, ses ventes les plus basses ayant atteint les 110 000 exemplaires.
Le contenu du magazine s'organisait entre des rubriques féminines classiques (santé, forme, mode, sexe, jeux et tourisme) et l'actualité people. Il s'adressait aux femmes de 25 à 49 ans et sa rédaction, dirigée par Nadia Le Brun (ancienne de France Dimanche, HFM), comportait une trentaine de journalistes.
L'hebdomadaire a publié le premier les photos du couple François Baroin et Marie Drucker en décembre 2006.
La direction de Bauer a annoncé l'arrêt de sa publication en février 2007, en raison des nombreux procès que le titre avait déjà accumulé en sept mois.